# Arrah
För andra betydelser, se Arrah (olika betydelser).
Arrah är centralort i distriktet Bhojpur och ligger 55 km från Patna i den indiska delstaten Bihar. Folkmängden beräknades till cirka 310 000 invånare 2018.
Staden ligger vid East India-järnvägen och är ryktbar genom en handfull engelsmäns försvar av densamma mot tusentals upproriska sepoys 27 juli-3 augusti 1857. I stadsdelen Chowk finns ett känt tempel till gudinnan Aranya Devi.